# Lucca
Lucca es una ciudad y municipio italiano ubicado en la región de Toscana, en el centro-norte del país. Situada a orillas del río Serchio, en una fértil llanura cercana al mar Tirreno, es la capital de la provincia homónima y cuenta con unos 88 000 habitantes.

## Geografía

### Territorio
La ciudad de Lucca se encuentra ubicada en la llanura del mismo nombre, lindando con la meseta de Pizzorne (al norte) y los Montes Pisanos (al sur), junto a la margen izquierda del río Serchio, a 19 m.s.n.m.
El territorio comunal alcanza una altitud mínima de 1 m.s.n.m y una máxima de 950 m.s.n.m, en la cadena montañosa de los Apeninos tosco-emilianos conocida como meseta de Pizzorne (altitud máxima de 1081 m.s.n.m).
- Clasificación sísmica: zona 3 (baja sismicidad), Ordenanza PCM 3274 de 20/03/2003.

Aunque la ciudad de Lucca está situada en una de las zona de gran riesgo sísmico, como es la Garfagnana, debajo de la llanura hay un enorme acuífero que "atenúa" la intensidad de los movimientos sísmicos. Esta gran presencia de agua bajo el suelo ha permitido construir innumerables fuentes por toda la ciudad.

### Clima
En Lucca, los veranos son cortos, calurosos y mayormente despejados y los inviernos son largos, fríos y parcialmente nublados. Durante el transcurso del año, la temperatura generalmente oscila entre los 2 °C y los 30 °C y rara vez baja a menos de -3 °C o sube a más de 34 °C.
La temporada calurosa dura 2,9 meses, del 15 de junio al 11 de septiembre, y la temperatura máxima promedio diaria es más de 26 °C. La temporada fresca dura 3,8 meses, del 19 de noviembre al 13 de marzo, y la temperatura máxima promedio diaria es menos de 14 °C. 
El promedio de cielo cubierto con nubes varía considerablemente en el transcurso del año.
La parte más despejada del año comienza aproximadamente el 10 de junio; dura 3,2 meses y se termina aproximadamente el 16 de septiembre.
El mes más despejado del año es julio, durante el cual en promedio el cielo está despejado, mayormente despejado o parcialmente nublado el 81 % del tiempo.
La parte más nublada del año comienza aproximadamente el 16 de septiembre; dura 8,8 meses y se termina aproximadamente el 10 de junio.
El mes más nublado del año es noviembre, durante el cual en promedio el cielo está nublado o mayormente nublado el 53 % del tiempo.
Con relación a las precipitaciones, Llueve durante el año, siendo el mes de octubre el más lluvioso, con un promedio de 94 milímetros, y el mes de julio el  que menos lluvia presenta, con un promedio de 23 milímetros.
| Parámetros climáticos promedio de Borgo a Mozzano | Parámetros climáticos promedio de Borgo a Mozzano | Parámetros climáticos promedio de Borgo a Mozzano | Parámetros climáticos promedio de Borgo a Mozzano | Parámetros climáticos promedio de Borgo a Mozzano | Parámetros climáticos promedio de Borgo a Mozzano | Parámetros climáticos promedio de Borgo a Mozzano | Parámetros climáticos promedio de Borgo a Mozzano | Parámetros climáticos promedio de Borgo a Mozzano | Parámetros climáticos promedio de Borgo a Mozzano | Parámetros climáticos promedio de Borgo a Mozzano | Parámetros climáticos promedio de Borgo a Mozzano | Parámetros climáticos promedio de Borgo a Mozzano | Parámetros climáticos promedio de Borgo a Mozzano |
| Mes                                               | Ene.                                              | Feb.                                              | Mar.                                              | Abr.                                              | May.                                              | Jun.                                              | Jul.                                              | Ago.                                              | Sep.                                              | Oct.                                              | Nov.                                              | Dic.                                              | Anual                                             |
| ------------------------------------------------- | ------------------------------------------------- | ------------------------------------------------- | ------------------------------------------------- | ------------------------------------------------- | ------------------------------------------------- | ------------------------------------------------- | ------------------------------------------------- | ------------------------------------------------- | ------------------------------------------------- | ------------------------------------------------- | ------------------------------------------------- | ------------------------------------------------- | ------------------------------------------------- |
| Temp. máx. media (°C)                             | 11                                                | 12                                                | 15                                                | 18                                                | 22                                                | 26                                                | 29                                                | 29                                                | 26                                                | 21                                                | 16                                                | 12                                                | 19.8                                              |
| Temp. mín. media (°C)                             | 2                                                 | 3                                                 | 5                                                 | 7                                                 | 11                                                | 14                                                | 17                                                | 17                                                | 14                                                | 11                                                | 6                                                 | 3                                                 | 9.2                                               |
| Precipitación total (mm)                          | 74                                                | 70                                                | 77                                                | 80                                                | 61                                                | 43                                                | 24                                                | 57                                                | 88                                                | 120                                               | 122                                               | 85                                                | 901                                               |
| Humedad relativa (%)                              | 75                                                | 71                                                | 70                                                | 72                                                | 72                                                | 70                                                | 67                                                | 68                                                | 71                                                | 72                                                | 74                                                | 76                                                | 71.5                                              |
| Fuente: Il Meteo                                  |                                                   |                                                   |                                                   |                                                   |                                                   |                                                   |                                                   |                                                   |                                                   |                                                   |                                                   |                                                   |                                                   |

## Historia

### Edad Antigua
Aunque ya había asentamientos cercanos de la época del Paleolítico, Lucca fue fundada por la civilización etrusca (hay huellas de una preexistencia de un asentamiento ligur) y se convirtió en colonia romana en el año 180 a. C. Su nombre se debe probablemente a los celtas ligures (Luck), y significaba en su origen "lugar de paludismo". La cuadrícula de su centro histórico conserva la planificación romana de las calles y la plaza de San Miguel ocupa una parte del antiguo foro. En 89 pasó a ser municipio romano, aunque ya en 56 a. C. se celebró en Lucca el encuentro entre Julio César, Craso y Pompeyo.

### Edad Media
Saqueado por Odoacro, Lucca surgió como una importante ciudad y fortaleza en el tiempo de Narsés, quien la asedió durante tres meses en el año 553, y bajo los lombardos fue la residencia de un duque que acuñó sus propias monedas. Se hizo popular por el mercado de la seda que empezó en el siglo XI, para rivalizar las sedas de Bizancio. En los siglos X y XI, Lucca fue la capital de un margraviato de Toscana, más o menos independiente pero contribuyendo con lealtad simbólica al emperador del Sacro Imperio Romano Germánico.

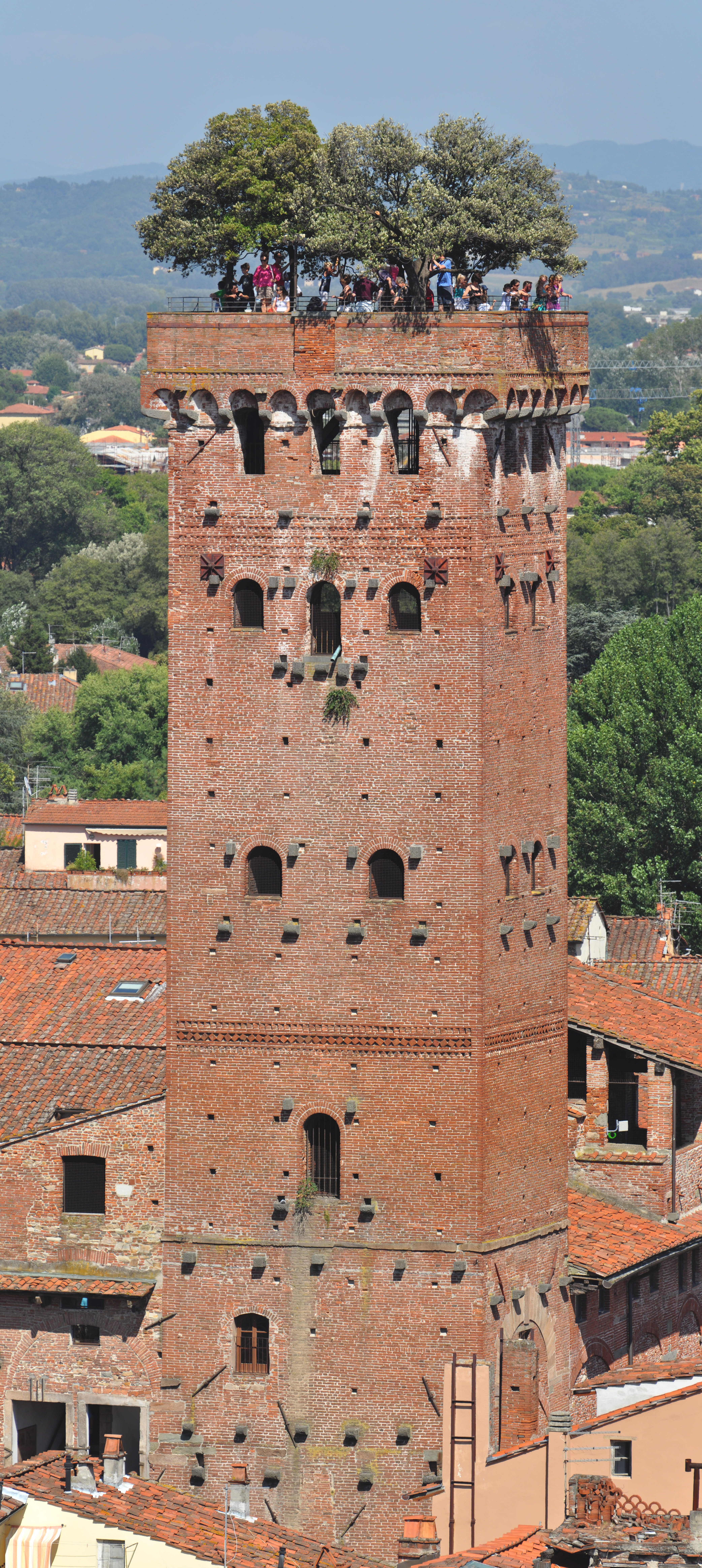
Torre Guinigi

### República de Lucca
Tras la muerte de la famosa Matilde de Toscana, la ciudad comenzó a independizarse, con unos fueros en 1160. Durante unos cinco siglos, Lucca fue una república independiente. Había muchos feudos menores en la región entre la Liguria sureña y el norte de la Toscana dominados por Malaspina; Toscana en estos tiempos era parte de la Europa feudal. La Divina Comedia de Dante incluye muchas referencias a las grandes familias feudales que tenían enormes jurisdicciones con derechos administrativos y judiciales. El mismo Dante pasó un tiempo de su exilio en Lucca.
En el común patrón italiano central, la discordia proporcionó una oportunidad en 1314 a Uguccione della Faggiuola a llegar a ser maestro de Lucca, pero el Lucchesi lo expulsó dos años después y entregó su ciudad al condotiero Castruccio Castracani, bajo cuya tiranía maestra se convirtió por un momento en un estado líder del centro de Italia, rival a Florencia, hasta su muerte en 1328.
El 22 y 23 de septiembre de 1325, en la batalla de Altopascio, volvió a derrotar a los güelfos de Florencia, tomando muchos prisioneros, por lo que fue nombrado duque de Lucca, por Luis IV el Bávaro.
La tumba de Castracani se encuentra en la iglesia de San Francisco. Su biografía es el famoso tercer libro de Maquiavelo sobre la forma de gobierno.
Lucca fue la sede de una convocatoria en 1408 con la intención de poner fin al cisma en el papado. Ocupada por las tropas de Luis de Baviera, la ciudad fue vendida un rico genovés: Gherardino Spinola, tomada por Juan, rey de Bohemia. Empeñada por los Rossi de Parma, quienes la cedieron a Martino della Scala de Verona, vendida a los florentinos, rendida ante los pisanos, liberada simbólicamente por el emperador Carlos IV y gobernada por su vicario Lucca, quien (primero como democracia y después de 1628 como oligarquía) consiguió mantener su independencia al lado de Venecia y Génova, y también pintó la palabra Libertas en su bandera hasta la Revolución francesa (Enciclopedia Británica 1911).

### Principado y Ducado de Lucca
Lucca fue la ciudad-estado italiana más extensa con una constitución republicana ("comuna") en permanecer independiente a lo largo de los siglos (junto a Venecia, por supuesto). En 1805 Napoleón se apoderó de ella, poniendo a su hermana Elisa Bonaparte Baciocchi al mando como "Princesa de Lucca y Piombino". Pasado 1815 se volvió ducado de Borbón-Parma, después de Toscana en 1847 y finalmente parte del Estado Italiano. Lucca está hermanada con la ciudad mercantil inglesa de Abingdon-on-Thames, cercana a Oxford.

## Cultura y monumentos

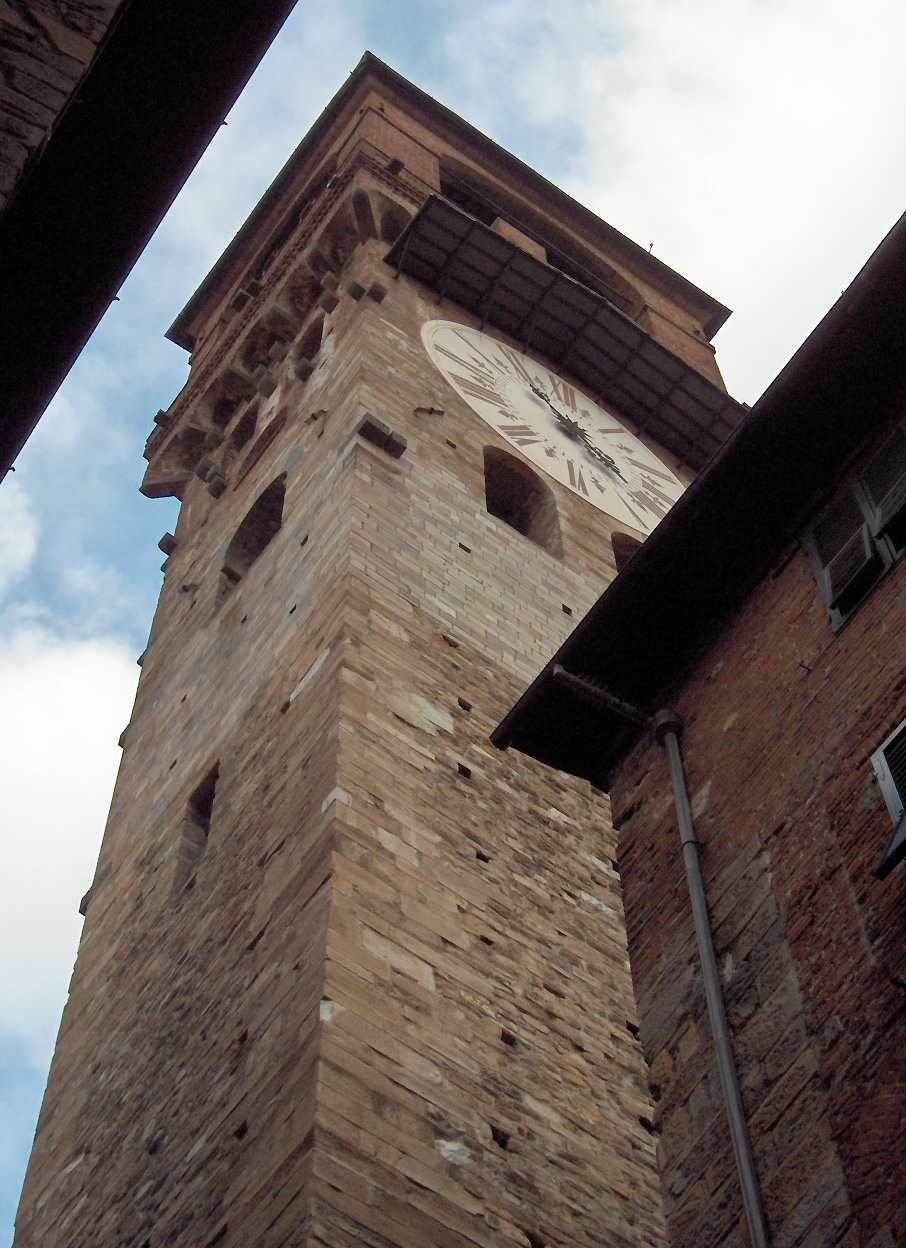
La Torre del Reloj.

Inusual de las ciudades de la región, las murallas alrededor de la ciudad permanecieron intactas hasta su expansión y modernización. Esta fortificación en realidad nunca sirvió para defender la ciudad de los ataques enemigos. Como los amplios muros perdieron su importancia militar, se convirtieron en paseos peatonales rodeando la antigua ciudad, aunque fueron usados durante unos cuantos años del siglo XX para carreras de coches. Hoy en día siguen aún totalmente intactas; cada uno de los cuatro lados principales está bordeado de diferentes clases de árboles.
Es la ciudad natal de los compositores Giacomo Puccini, Francesco Geminiani, Luigi Boccherini y Alfredo Catalani. En el casco antiguo de la ciudad se puede visitar un museo con fotos, manuscritos, libretos originales relacionados con la vida y la obra de Puccini: Museo sobre Giacomo Puccini. En la localidad de Torre del Lago Puccini se celebra un festival de ópera Puccini todos los años en julio o agosto, tal nombre se debe a que Puccini tuvo allí una casa.
La ciudad alberga el Lucca Summer Festival todos los años, el cual en julio de 2006 contó con la presencia de Eric Clapton, Roger Waters, Tracy Chapman y Santana cantando en la Piazza Napoleon.
También es sede del Lucca Comics & Games, un festival internacional dedicado a los cómics, animación y juegos.
Hay muchas iglesias medievales con forma de basílica suntuosamente construidas con ricas fachadas arqueadas y campanarios, algunos del siglo VIII.

### Plazas
- Plaza Napoleón (Piazza Napoleone)
- Plaza San Miguel (Piazza San Michele)
- Plaza Antelminelli (Piazza Antelminelli)
- Plaza San Martín (Piazza San Martino)
- El antiguo anfiteatro romano, donde hoy en día se halla la "Plaza del Anfiteatro"
- Plaza de la Ciudadela (Piazza Cittadella)
- Plaza Santa María Foris Portam (Piazza Santa Maria Foris Portam)

### Iglesias
- Catedral de San Martín
- Iglesia de San Miguel en Foro
- Basílica de San Frediano

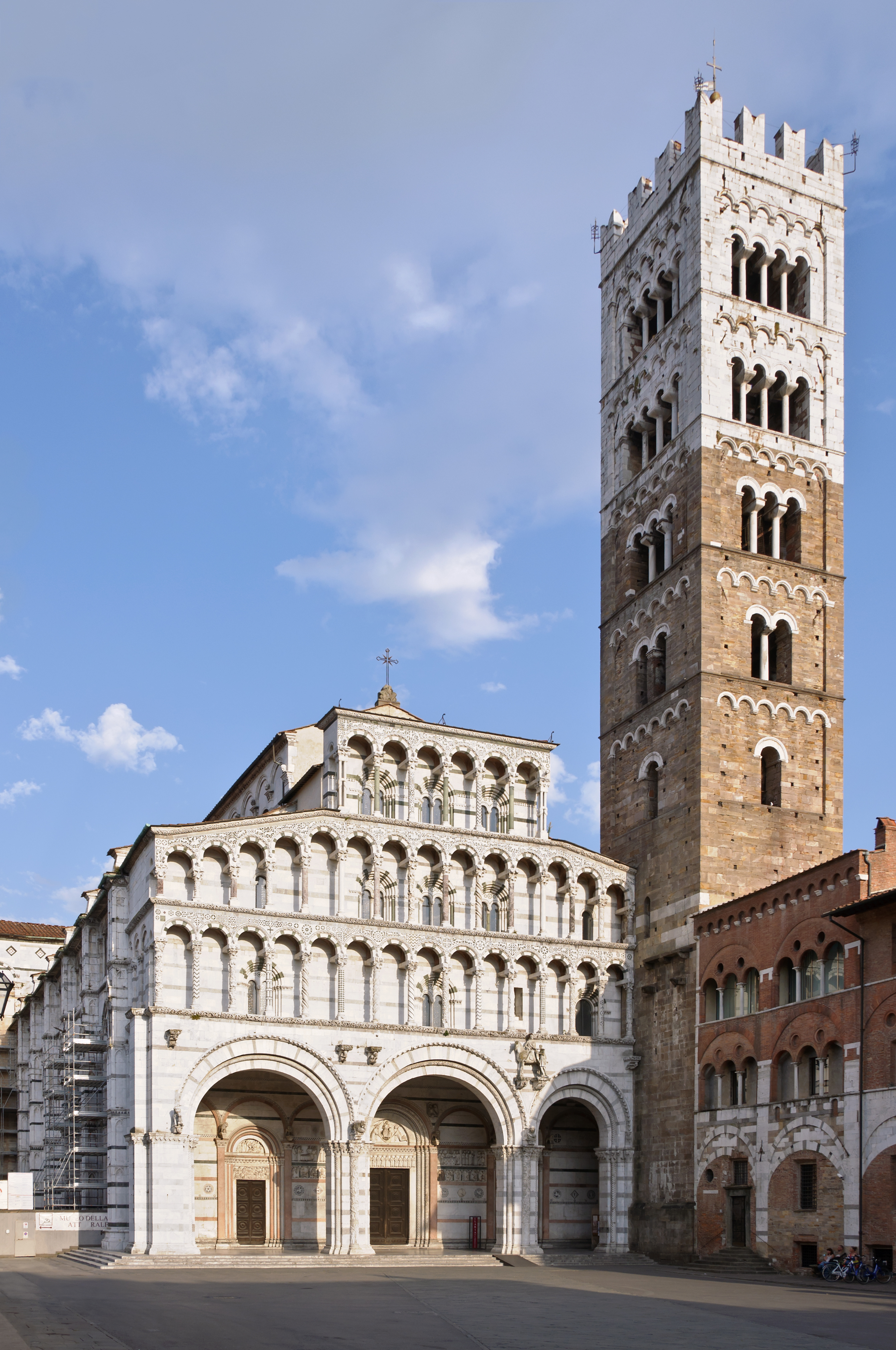
Catedral de San Martín

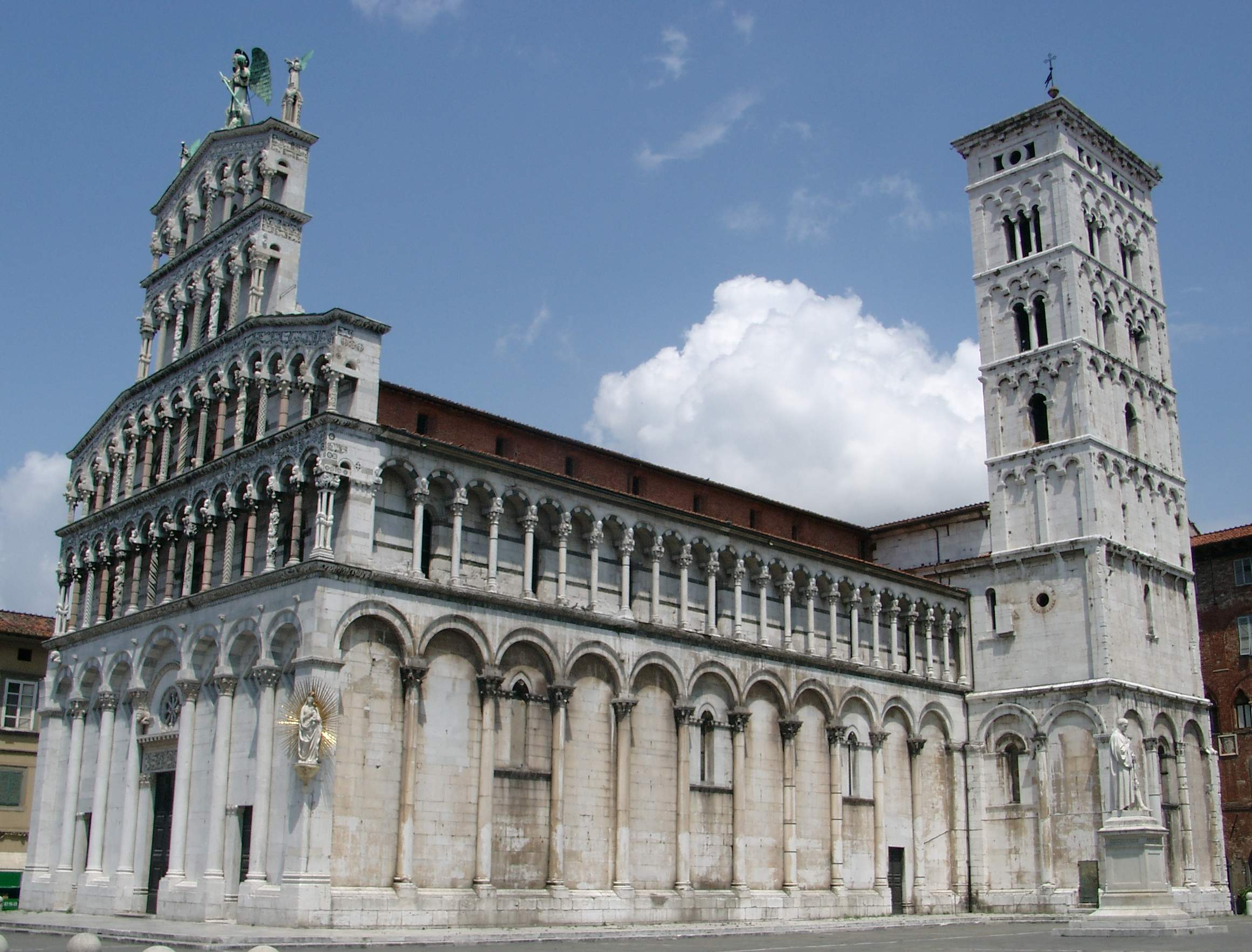
Iglesia de San Miguel en Foro

- Iglesia de Santa María Forisportam
- Iglesia de San Alessandro
- Iglesia de San Salvatore
- iglesia de San Francisco
- Iglesia de San Giusto
- Iglesia de Santa Giulia
- iglesia de San Pietro Somaldi

### Palacios y villas
- Torre delle Ore ("Torre del Reloj")
- Palacio y Torre Guinigi
- Palazzo Pfanner[8]
- Palacio Ducal,[9] el proyecto original fue empezado por Bartolomeo Ammannati entre 1577 y 1582, y continuado por Filippo Juvarra en el siglo XVIII.
- Villa Guinigi
- Palazzo Mansi
- Villa Bottini

### Museos y galerías de arte
- Museo Nazionale Guinigi (Museo Nacional Guinigi)
- Museo e Pinacoteca Nazionale (Museo y Pinacoteca Nacional)
- Museo dell'Opera del Duomo
- Museo Puccini
- Orto Botanico Comunale di Lucca, un jardín botánico que data de 1820
- Museo del Fumetto e dell'Immagine (Museo del Cómic y de la Imagen)

## Divisiones
El territorio municipal de Lucca incluye 81 divisiones: Antraccoli, Aquileia, Arancio, Arliano, Arsina, Balbano, Cappella, Carignano, Castagnori, Castiglioncello, Cerasomma, Chiatri, Ciciana, Deccio di Brancoli, Fagnano, Farneta, Gattaiola, Gignano di Brancoli, Maggiano, Massa Pisana, Mastiano, Meati, Monte San Quirico, Montuolo, Mutigliano, Mugnano, Nave, Nozzano, Nozzano San Pietro, Nozzano Vecchia, Ombreglio di Brancoli, Palmata, Piaggione, Piazza di Brancoli, Piazzano, PIcciorana, Pieve di Brancoli, Pieve Santo Stefano, Ponte a Moriano, Ponte del Giglio, Ponte San Pietro, Pontetetto, Saltocchio, San Cassiano a Vico, San Cassano di Moriano, San Concordio di Moriano, San Donato, San Filippo, San Gemegnano, San Giusto di Brancoli, San Lorenzo a Vaccoli, San Lorenzo di Moriano, San Macario in monte, San Macario in piano, San Michele di Moriano, San Michele in Escheto, San Pancazio, San Pietro a Vico, San Quirico in Moriano, San Vito, Sant'Alessio, Sant'Angelo in Campo, Sant'Ilario di Brancoli, Santa Maria a Colle, Santa Maria del Giudice, Santissima Annunziata, Santo Stefano di Moriano, Sesto di Moriano, Sorbano del Giudice, Sorbano del Vescovo, Stabbiano, Tempagnano di Lunata, Torre, Torre alla Maddalena, Torre Alta, Tramonte, Tramonte di Brancoli, Vallebuia, Vecoli, Vicopelago, Vinchiana.

## Demografía
| Gráfica de evolución demográfica de Lucca entre 1861 y 2011 |
|                                                             |
| Fuente ISTAT - elaboración gráfica de Wikipedia             |

## Personajes notables
Giacomo Puccini, nacido en Lucca el 22 de diciembre de 1858
Luigi Boccherini, nacido en Lucca el 19 de febrero de 1743